# Nguyễn Thị Việt Nga
Nguyễn Thị Việt Nga (sinh ngày 29 tháng 9 năm 1976) là một chính trị gia người Việt Nam. Bà hiện là đại biểu Quốc hội Việt Nam khóa XIV nhiệm kì 2016-2021, thuộc đoàn đại biểu quốc hội tỉnh Hải Dương, Giám đốc Sở Văn hóa, Thể thao và Du lịch tỉnh Hải Dương, Ủy viên Ủy ban Văn hóa, Giáo dục, Thanh niên, Thiếu niên và Nhi đồng của Quốc hội. Bà lần đầu trúng cử đại biểu Quốc hội năm 2016 ở đơn vị bầu cử số 4, tỉnh Hải Dương gồm có các huyện: Bình Giang, Thanh Miện và Ninh Giang.

## Xuất thân
Nguyễn Thị Việt Nga sinh ngày 29 tháng 9 năm 1976 quê quán ở xã Chi Lăng Nam, huyện Thanh Miện, tỉnh Hải Dương.
Bà hiện cư trú ở số 178 Hoàng Lộc, phường Lê Thanh Nghị, thành phố Hải Dương, tỉnh Hải Dương.

## Giáo dục
- Giáo dục phổ thông: 12/12
- Đại học Sư phạm Hà Nội khoa Ngữ văn
- Tiến sĩ Ngữ văn
- Cao cấp lí luận chính trị

## Sự nghiệp
Bà gia nhập Đảng Cộng sản Việt Nam vào ngày 22/5/2004.
Bà từng là đại biểu hội đồng nhân dân tỉnh Hải Dương nhiệm kỳ 2011-2016.
Khi lần đầu ứng cử đại biểu Quốc hội Việt Nam khóa 14 vào tháng 5 năm 2016 Bà đang là Bí thư Chi bộ, Chủ tịch Hội Văn học Nghệ thuật, tỉnh Hải Dương, làm việc ở Hội Văn học Nghệ thuật tỉnh Hải Dương.
Bà đã trúng cử đại biểu quốc hội năm 2016 ở đơn vị bầu cử số 4, tỉnh Hải Dương gồm có các huyện: Bình Giang, Thanh Miện và Ninh Giang, được 175.189 phiếu, đạt tỷ lệ 62,43% số phiếu hợp lệ.
Bà hiện là Giám đốc Sở Văn hóa, Thể thao và Du lịch tỉnh Hải Dương, Ủy viên Ủy ban Văn hóa, Giáo dục, Thanh niên, Thiếu niên và Nhi đồng của Quốc hội.
Bà đảm nhiệm chức vụ Giám đốc Sở Văn hóa, Thể thao và Du lịch tỉnh Hải Dương từ năm 2016 - 2021. 
Đại biểu Quốc hội Việt Nam khóa 14 nhiệm kì 2016-2021